# فريتز فيتش
فريتز فيتش (بالإنجليزية: Frederic Brenton Fitch)‏ هو فيلسوف أمريكي، ولد في 1908 في غرينيتش في الولايات المتحدة، وتوفي في 17 سبتمبر 1987 في نيو هيفن في الولايات المتحدة.